# Tekne
Tekne S.p.A., stilizzato come TEKNE, è una società di ingegneria con sede a Milano e fondata nel 1873.
È annoverata tra le precorritrici del settore nel mercato italiano e tra i fondatori nel 1965 dell'OICE • Organizzazioni di Ingegneria e di Consulenza, associazione di categoria delle società di ingegneria, aderente a Confindustria.
Nel corso della storia, TEKNE è passata da studio di ingegneria a società per azioni, mutando più volte la propria denominazione sociale ma rimanendo gestita e di proprietà dei conti Rusconi Clerici.
Come Società di Consulenza e Direzione Lavori, invece, TEKNE (sotto guida del Cofondatore Roberto Guiducci e con a capo Carlo Rusconi Clerici) si affermò come leader nella direzione lavori industriale e infrastrutturale, occupandosi della progettazione e realizzazione della quasi totalità degli stabilimenti Olivetti e della Metropolitana di Milano (linee 1 e 2).
Nonostante la media dimensione della società, TEKNE ha firmato progetti di ingegneria e di Project Management per alcune delle architetture più innovative, complesse e importanti d'Italia: oltre ai numerosi progetti di Architettura industriale, di cui Carlo Rusconi Clerici è stato tra i pionieri in Italia, si annoverano numerosi interventi nel Progetto Porta Nuova e altre collaborazioni con architetti di fama nazionale e internazionale.

## Storia

### XIX Secolo: Giulio Rusconi Clerici e le origini
La storia di TEKNE ha radici nel XIX Secolo con la Laurea in Ingegneria presso il Regio Politecnico di Milano di Giulio Rusconi Clerici (Milano, 28 Marzo 1848 - 8 Agosto 1918) inizia a progettare tratte ferroviarie per diverse società lombarde. I Rusconi Clerici erano una famiglia nobiliare lombarda, e il Conte Giulio a soli 18 anni aveva partecipato alla campagna del 1866 a fianco di Giuseppe Garibaldi e, ferito, aveva ricevuto una medaglia al valor militare.
Forte della sua esperienza presso il Cantiere Orlando a Livorno, tornò in Lombardia e iniziò a lavorare per Ambrogio Campiglio agli studi di fattibilità per la linea ferroviaria Milano-Salorno e la Ferrovia Milano-Erba. Col suo studio in via Meravigli aperto ufficialmente nel 1875 e gli incarichi in differenti società ferroviarie intraprese una carriera di manager delle ferrovie e di progettista di linee ferroviarie strategiche per il milanese e non solo. Presentò nel 1888 un progetto per una stazione in area Cadorna e nel 1894 il progetto per una metropolitana milanese.

### Primo Novecento
Nel 1900, l'ingegner Rusconi Clerici elaborò un progetto per una nuova linea a Valmorea, diramantesi da un tratto già esistente della Ferrovia Saronno-Novara e diretta a Castellanza, che, attraversando la valle Olona, avrebbe raggiunto Lonate Ceppino. Il progetto fu approvato nello stesso anno dal Consiglio Superiore dei Lavori Pubblici, e nel 1902 fu stipulata la convenzione per la costruzione e l'esercizio.

### Anni 10: Giuseppe Rusconi Clerici
Nel 1908 Giuseppe Rusconi Clerici (Milano, 16 Luglio 1883 - 25 Ottobre 1961), anch'egli laureato al Regio Politecnico, apre il suo studio a Casa Bottelli, palazzo di famiglia acquistato pochi anni prima dal padre. Con l'arrivo del calcestruzzo armato e delle nuove tecnologie di costruzione, l'ing. Giuseppe si occupò di direzione lavori e di progettazione, intraprendendo per la prima volta il duplice ruolo di "ingegneria integrata" allora poco praticata e regolamentata.

### Anni 20:I primi grattacieli di Milano
La lungimiranza di Giuseppe Rusconi Clerici permise il progetto e la realizzazione nel 1920 dei primi due antesignani dei grattacieli milanesi: le Torri di Piazza Piemonte, del quale seguirà per una la direzione e per l'altra il progetto, insieme a Gerardo Macchi, col quale aveva progettato nel 1914 anche Casa Macchi, esempio di Liberty milanese. 

### Anni 30: La terza generazione e la parentesi svizzera
Laureatisi al Regio Politecnico, i figli di Giuseppe entrano come collaboratori nello studio e collaborano per la realizzazione dei progetti di alcuni condomini ed edifici come Ramazzini 5, a Milano, nel 1937. 

### Anni 40: Carlo e Giulio Rusconi Clerici: la nascita della progettazione integrata
I fratelli Giulio, Carlo, Mario  con il cugino Giulio Antonio Rusconi Clerici continuano l’attività dello studio di famiglia, apportando nuove competenze e una nuova dimensione specialistica in diversi settori tra ingegneria, urbanistica e architettura, contribuendo alla crescita post-bellica di Milano. In questo periodo inizia una importante e annoverata attività progettuale che vede lo studio Rusconi Clerici coinvolto in progetti come il Piano Particolareggiato di S'Anna a  Verbania.
Con lo scoppio della Seconda Guerra Mondiale, i giovani Carlo, Giulio e Mario Rusconi Clerici si trasferiscono in Svizzera, dove saranno assistenti didattici ai corsi della Scuola di Architettura dell'Università di Losanna, durante gli Champ Universitaire Italien (1943-1945) con anche Aldo Favini. Tra gli studenti figurano Vito Latis, Angelo Mangiarotti, Vico Magistretti, Alberto Rosselli e Silvano Zorzi. La fine del periodo bellico determina un momento di slancio postbellico e boom economico per l'ingegneria e l'architettura italiana, dando inizio a progetti locali e nazionali di ampio respiro. 
Iniziano così le collaborazioni con Mino Fiocchi (1948-50, Direzione Lavori del Palazzo in Monte di Pietà 19)
Intanto, nel ricco panorama di professionisti dell'ingegneria, Carlo Rusconi Clerici aveva iniziato a collaborare informalmente con Giuseppe Valtolina, che continuava da anni continuato la sua attività come Ingegnere sulle orme del padre Alberto Valtolina, in collaborazione con Egidio dall'Orto (Studio Valtolina - Dall'Orto). Sarà il progetto della Fabbrica a Solari a Udine (1948-1960) che sancisce ufficialmente l’inizio dell’amicizia professionale tra Giuseppe Valtolina e Carlo Rusconi Clerici.
L’ing. Giulio Rusconi Clerici (12-6-1913 - 20-03-2006) collabora nella progettazione del quartiere sperimentale QT8, presentato alla VII Triennale di Milano, a fianco di figure di importanza nazionale come Luigi Fratino, Ignazio Gardella, Luigi Mattioni e Piero Bottoni.  

### Anni 50: Le esperienze di Roberto Guiducci e TEKNE SpA
L'esperienza dei fratelli Rusconi Clerici fu l'occasione giusta per realizzare un nuovo tipo di progettazione e di business, guidato da Bassetti, Roberto Guiducci e dai Rusconi Clerici con la TEKNE S.p.A, fondata nel 1958. Particolarmente incentrata su piani urbanistici e studi di stampo sociologico e urbano, TEKNE forniva un modello di business integrato, tra progetto multidisciplinare e direzione lavori, promosso dallo stesso  Guiducci e da  figure come i Rusconi Clerici, dei quali l'arch. Carlo Rusconi Clerici componeva membro del direttivo di TEKNE, avviando collaborazioni informali tra lo studio Rusconi Clerici e TEKNE. 

Vista aerea della Siemens - Italtel negli anni 60, su progetto di Carlo Rusconi Clerici

### Anni 60: Il sodalizio VRC - Valtolina Rusconi Clerici
Parallelamente al percorso di stampo "olivettiano" della TEKNE, Rusconi Clerici e Valtolina - dopo anni di informali influenze e collaborazioni prive di crediti progettuali firmati in unisono -  fondano la VRC - Valtolina Rusconi Clerici s.p.a. nel 1962, che unisce le loro esperienze progettuali e l'amicizia tra Valtolina e Rusconi Clerici in uno studio di ingegneria integrata, una novità innovativa per i tempi. Valtolina faceva parte del pool di ingegneri e architetti di fiducia delle industrie Pirelli e di Bassetti.

### Anni 70 e 80: TEKNE VRC, e sviluppi successivi
Nel 1972 VRC si fonde definitivamente con la TEKNE. Nasce così la TEKNE VRC che diventerà una delle prime e più all'avanguardia società di ingegneria italiane. Nel 1986, dopo con nuovi assetti societari e l'uscita di altri azionisti, TEKNE VRC si trasforma in TEKNE, nome che porta tutt'oggi nella sede di Via Martignoni a Milano, in un palazzo progettato dalla TEKNE stessa e da Francesco Rusconi Clerici negli anni '90.

### Dal 2000 in poi
Con il nuovo millennio, TEKNE si concentra in grandi progetti di carattere architettonico e ingegneristico, partecipando al progetto di MALPENSA 2000 e, soprattutto, Progetto Porta Nuova, che la posiziona tra le società milanesi specializzate in interventi di real estate ad alto livello di investimento e complessità, come la Torre Unicredit e altri.

## Progetti principali

### In Italia

#### Progettazione integrata e consulenza
- Grattacieli di Piazza Piemonte, Milano (come Giuseppe Rusconi Clerici) con E. G. Macchi
- Grattacielo Pirelli, Milano (come VRC - Valtolina Rusconi Clerici) con Gio Ponti e Pier Luigi Nervi
- Torre Bonnet, Milano (come Carlo Rusconi Clerici)
- Complesso industriale San Siro per Telecomunicazioni (Siemens Itatel) (come Carlo Rusconi Clerici)
- Nuova Sede Perugina, Perugia (Come Carlo Rusconi Clerici)[25]
- Casa Bassetti di Via Marina,  Milano, con Ignazio Gardella (come Carlo Rusconi Clerici)[26]
- Stabilimenti Distilleria Giovanni Buton, San Lazzaro BO (Come VRC Valtolina Rusconi Clerici)[27]
- Stabilmente Fimi (progetto architettonico Aldo Favini), Rescaldina (MI) (come VRC)[28]
- Bosco Verticale, Milano con Stefano Boeri
- Torre UniCredit, Milano con César Pelli
- Grattacielo Intesa Sanpaolo, Torino con Renzo Piano
- Porta Nuova Building (Edificio_E1/E2), Milano con Piuarch
- IBM Studios, Milano con Michele De Lucchi
- MUSE (museo), Trento con Renzo Piano
- Piazza Gae Aulenti, Milano
- Uffici Tecnici di fabbrica Alfa Romeo, Arese,  con Ignazio Gardella, Jacopo Gardella [29]

#### Planning
- Piano regolatore generale di Parabiago, Parabiago (ing. Giulio Rusconi Clerici, ing. Federico Castiglioni) - 1957

#### Direzione Lavori e Programmazione
- Stabilimento Olivetti di Scarmagno, Crema e Marcianise -  con Marco Zanuso e Eduardo Vittoria
- Metropolitana di Milano Linee 1 e 2, Milano con Franco Albini, Bob Noorda[8]
- Stabilimenti Olivetti, Crema, con Marco Zanuso[30]
- Palazzo del Centro Leasing, Firenze, con Silvano Zorzi e Alberto Galardi
- Colonia Italsider a Cesana Torinese, con Renato Severino[31]

### Nel Mondo
- Toronto City Hall (Concorso, 1957-1958) come Tekne[N. 1] (gruppo di lavoro che includeva Aldo Bassetti, Vico Magistretti, Pietro Porcinai et al.)[32][33]

## Pubblicazioni varie prodotte da TEKNE
- 1958 - Concorso nazionale per la progettazione del soggiorno montano estivo ed invernale della Cornigliano S.p.A. Bando di concorso e allegati, Tekne, Milano 1959 (Opuscolo prodotto da TEKNE e stampato e distribuito dalla Cornigliano SpA )
- 1958 - Nuovo complesso industriale San Siro per telecomunicazioni / Siemens Società per azioni, Carlo Rusconi Clerici, Milano 1958 (Pubblicazione finanziata dalla Siemens, stampato da Tip. Canevari)

### Annotazioni e commenti
1. ↑  TEKNE spa  viene ufficialmente fondata, proprio da Bassetti e Giulio Rusconi Clerici con Roberto Guiducci, solo nel 1958 ma il nome venne quindi già utilizzato dal gruppo di lavoro temporaneo nel 1957 per partecipare al concorso internazionale (Cfr. Toronto City Hall,1957, Segnatura CRC 1957/TOR, Archivio Storico TEKNE SpA)